# Közönséges kakaslábfű
A közönséges kakaslábfű, vagy egyszerűen kakaslábfű (Echinochloa crus-galli) a perjefélék (Poaceae) családjába, és kölesformák (Panicoideae) alcsaládjába tartozó egyszikű gyomnövény. Az ötödik országos szántóföldi gyomfelvételezés tanúsága szerint az ürömlevelű parlagfű (Ambrosia artemisiifolia) után a legelterjedtebb gyom Magyarország szántóföldjein, a legveszélyesebb egyszikű gyomnövényünk.

## Származása, elterjedése
Eredetileg Ázsia trópusi, mocsaras területeiről származik, de mára a világ minden melegebb részén megtalálható.
Magyarországon gyomnövényként régóta jelen van, jellemzően kukoricavetésekben, e kultúrának már az 1950-es évektől legjelentősebb gyomnövénye. Magyarországon mindenütt elterjedt.

## Jellemzése
Formagazdag, közepes vagy magas termetű (általában 30–80 cm között), bokrosodó, erőteljes növény. Kopasz levelei szélesek, hosszúak, szélük éles, nem fogazott, csak a levélhüvely közelében szőrözött. Nyelvecskéje nincs, a levéllemez középső ere a tövénél pirosas színezetű.
Füzérkéi kicsik (2,5–4 mm), az egyvirágú kalászkák tömören összezsúfolva szemben, vagy váltakozva helyezkednek el. Termése pelyvás szemtermés, elliptikus, féldomború, szálkás. Júniustól késő őszig virágzik, növényenként 200-1000 db magot 
érlel.

## Életmódja, környezeti igényei
Magról kelő, nyári egyéves (T4) életformájú növény. Melegigényes, ezért csírázására csak késő tavasszal kerül sor. A kötött talajokon kívül mindenütt megtalálja életfeltételeit, száraz körülmények között homokon, üdébb területeken más talajtípusok esetében is jól érzi magát. Az árasztást is jól tűri. Az érett magvak csírázóképességüket 3-7 évig tartják meg.

## Kártétele
Magyarország legelterjedtebb, legveszélyesebb egyszikű gyomnövénye. Gyakorlatilag minden kultúrában megtalálható, legyen az szántóföldi, vagy kertészeti álló kultúra. Nem művelt területeken is gyakran megjelenik. Jól tűrve a vízborítást, a rizsnek is jelentős gyomnövénye lehet.

## Felhasználása
A faj alkalmas lehet kérődzők takarmányozására zölden etetve, vagy erjesztett takarmányként, szenázsként felhasználva. A takarmányként való felhasználás azonban nagy körültekintést igényel, mert a növény szöveteiben képes felhalmozni a talajból származó nitrátot, ami mérgező lehet az állatok számára. Felhasználható szikes talajok javítására. A faj egyes változatainak magvait gabonaként fogyasztották emberek is szűkös időkben. Ázsiában többfelé fogyasztják fiatal hajtásait, illetve egyes részeit gyógynövényként használják.